# Ma'an
Per la ciutat de Jordània, vegeu Maan
Els ma'an o ma'n són una confederació tribal del Iemen a la governació de Shabwa.
La confederació ocupa la part oriental i sud-oriental de l'[Alt Awlaqi], i fins al 1967 era governada per un xeic, independent del sultà de l'Alt Awlaqi. Els membres de la confederació eren els Madhidj, Bu Bekr, Ba Ras, Atik, Sulayman, Tawsala, Mikraha i Thawban, governades per habilis semiindependents; els membres de la tribu servien sovint com a mercenaris a l'estranger. La residència del xeic i ciutat principal era Yashbum, al sud del territori.
El xeicat (anomenat normalment Xeicat de l'Alt Awlaqi) fou un dels estats del Protectorat Occidental d'Aden. El xeic Mushin ben Farid va signar un tractat de protectorat amb els britànics el 1903; el 1963 el xeicat va ingressar a la Federació d'Aràbia del Sud. El 1967 fou abolit i va quedar inclòs en la muhafazah IV (governació IV) de la República Popular del Iemen del Sud fins al 1990 amb la unió dels dos Iemen.

## Xeics de Yashbum a l'Alt Awlaqi
- Daha
- Yaslam ben Daha
- Alí ben Yaslam
- Amm Daib ben Alí
- Ruwais I ben Amm Daib
- Nasir ben Ruwais
- Farid ben Nasir vers 1870-1883
- Ruwais II ben Farid 1883-1890
- Amm Rassas ben Farid 1890-1902
- Muhsin ben Farid 1903-1959
- Abd Allah ben Muhsin 1959-1967